# Tiergartentunnel
Tiergartentunnel – zespół tuneli kolejowych i drogowych przebiegających w kierunku północ-południe pod parkiem Großer Tiergarten w berlińskiej dzielnicy Tiergarten. Tunel zbudowano w latach 1995–2006.

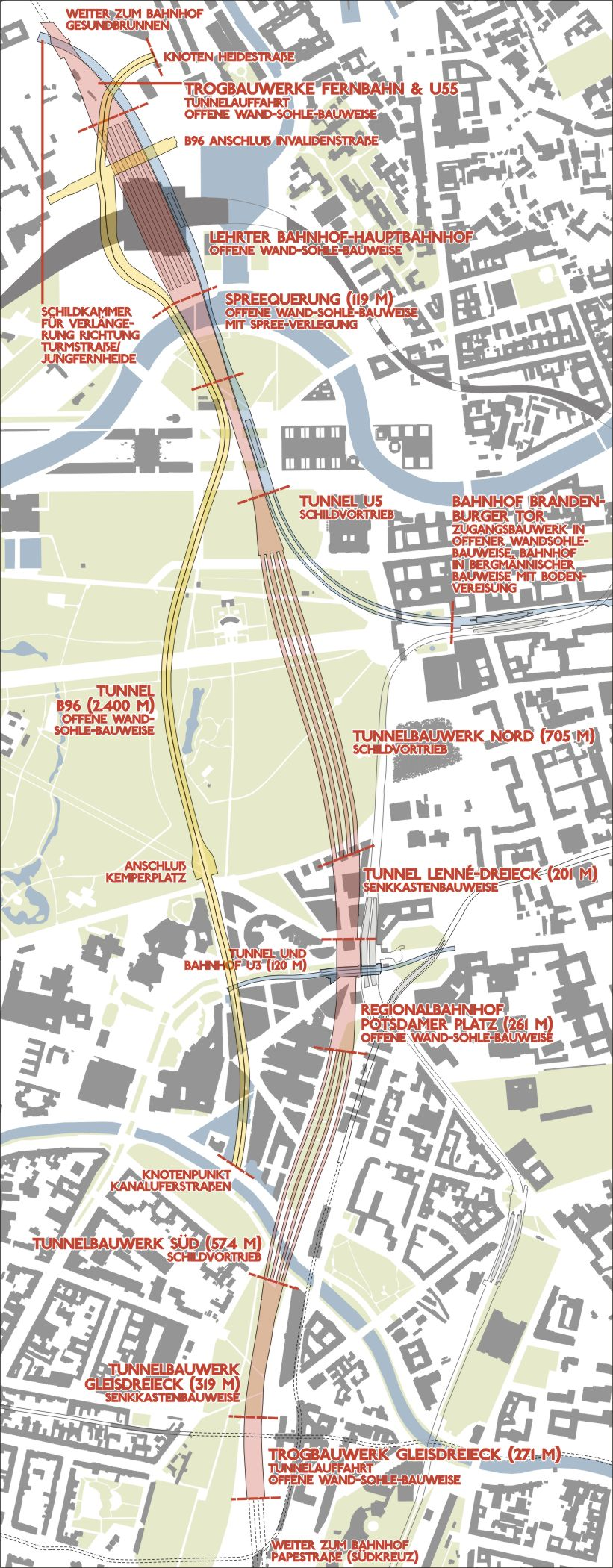
Plan tuneli

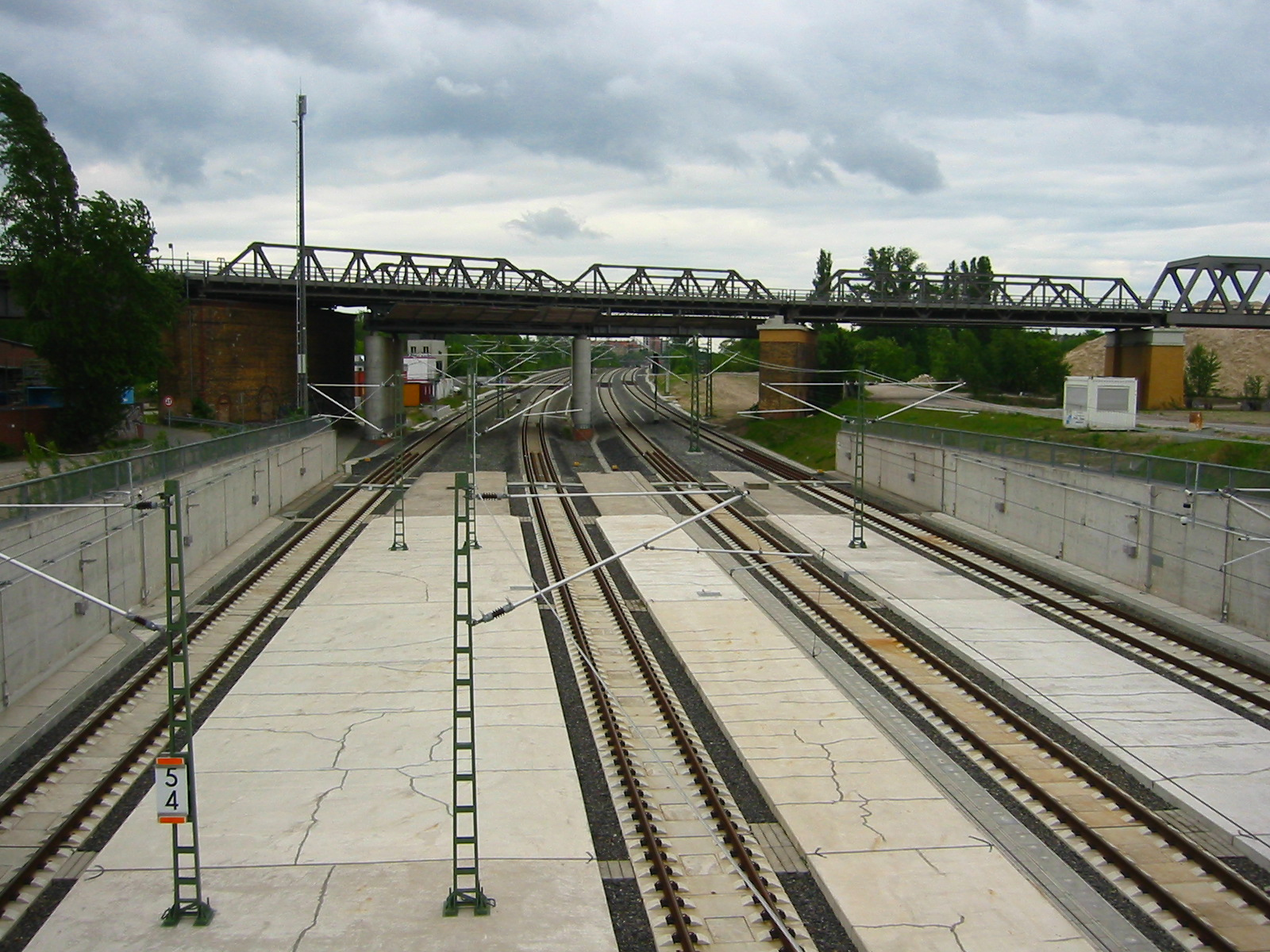
Wiadukt metra U2 nad południowym wjazdem do tunelu kolejowego koło stacji Gleisdreieck

Oficjalna nazwa tuneli brzmi Budowle Komunikacyjne w Centralnym Rejonie Berlina (Verkehrsanlagen im Zentralen Bereich Berlin). Składają się na nie następujące części:
- Droga federalna B96 (Tunnel Tiergarten Spreebogen, TTS)
- czterotorowy tunel kolei dalekobieżnej i regionalnej (Tunnel Nord-Süd-Fernbahn)
- linia metra U5
- linia S-Bahn (w budowie)

Zleceniodawcą budowy tunelu były Deutsche Bahn AG oraz Senat Berlina. Tunel należy do zespołu projektów Verkehrsprojekte Deutsche Einheit pod numerem 8, jako część połączenia kolejowego ICE z Berlina do Monachium przez Halle, Lipsk, Erfurt i Norymbergę.

## Daty otwarcia
- droga B 96: 26 marca 2006
- kolej regionalna i dalekobieżna 28 maja 2006
- linia metra U5 (ówczesna U55): 8 maja sierpnia 2009

## Przebieg tunelu
Tunel przechodzi w kierunku północ-południe pod parkiem Tiergarten, dzielnicą rządową i Sprewą, pod dworcem Berlin Hauptbahnhof krzyżując się ze Stadtbahn.

### Tunel drogowy
Parametry:
- liczba rur tunelu: 2
- długość: 2,4 km
- czas przejazdu przy płynnym ruchu: ok. 3 minut

Położenie wjazdów:
- północne:
  - przy Dworcu Głównym (Invalidenstraße w dzielnicy Moabit)
  - przy Heidestraße w Moabit
- południowe:
  - na północnym skraju zespołu zabudowy placu Poczdamskiego (Ben-Gurion-Straße w dzielnicy Tiergarten)
  - na południowym skraju zespołu zabudowy placu Poczdamskiego (przy Reichpietschufer i George-C.-Marshall-Brücke w Tiergarten)

Od 2001 cały bieg tunelu leży w dzielnicy Mitte.

### Tunel kolejowy
Parametry:
- liczba rur tunelu: 4
- długość: 2,7 km

Położenie wjazdów:
- północny: na wysokości Döberitzer Straße w dzielnicy Moabit
- południowy: koło dworca metra Gleisdreieck w dzielnicy Tempelhof-Schöneberg

Stacje:
- na południe od południowego wjazdu: Berlin Südkreuz
- Berlin Potsdamer Platz
- Berlin Hauptbahnhof
- na północ od północnego wjazdu:
  - północny wschód: Berlin Gesundbrunnen
  - północny zachód: Berlin Jungfernheide

### Stacje metra
- Brandenburger Tor
- Bundestag
- Hauptbahnhof

## Sposób budowy
Przy budowie zastosowano różne metody: kesonową, tarczową, a także odkrywkową. Dla linii metra U5, której budowa od początku budziła kontrowersje, początkowo zbudowano jedynie związany z tunelem odcinek pod łukiem Sprewy. W latach 1996–1998 dla umożliwienia budowy tunelu czasowo przesunięto na tym odcinku bieg rzeki. W czasie budowy doszło do licznych groźnych wypadków i opóźnień, m.in. z powodu powstania pleśni oraz nieszczelności tunelu.
Łączne koszty budowy wyniosły 390 mln. €